# العروس (مجله)
العَروس مجله‌ای عربی برای زنان بود که از نخستین نشریات فمینیستی در خاورمیانه به‌شمار می‌رفت. همچنین، این مجله نخستین نشریهٔ زنان به زبان عربی در سوریه بود. این مجله در فاصلهٔ سال‌های ۱۹۱۰ تا ۱۹۲۵، با وقفه‌هایی میان انتشار، منتشر می‌شد. بنیان‌گذار و سردبیر آن، ماری عجمی، زنی پیشروی سوری بود. نخستین محل انتشار مجله در اسکندریه، مصر بود و سپس به دمشق، سوریه منتقل شد. ماری عجمی با تأسیس این مجله در پی آن بود که آن را به رسانه‌ای برای ادب، اندیشهٔ اصلاح‌طلبانه، پرورش اخلاقی و دعوتی برای رهایی زن و مرد از جمود بدل سازد، به‌ویژه در روزگاری که مسئلهٔ آزادی زنان از دشوارترین مسائلِ مطرح در عرصهٔ اصلاحات اجتماعی به‌شمار می‌رفت. او پیشگام این عرصه در مشرق عربی بود و نخستین زنی شد که در سوریه مجله‌ای منتشر کرد.

## تاریخچه و معرفی
«العروس» در سال ۱۹۱۰ توسط ماری عجمی (۱۸۸۸ – ۱۹۶۵)، زنی سوری ارتدوکس یونانی‌مذهب، در اسکندریهٔ مصر بنیان‌گذاری شد. این مجلهٔ زنان ۳۲ صفحه‌ای، نخستین شماره‌اش را در دسامبر همان سال منتشر کرد. عجمی خود سردبیری مجله را نیز بر عهده داشت. در این نشریه مقالاتی در حوزه‌های تاریخ، ادبیات، فرهنگ، بهداشت و پزشکی منتشر می‌شد که تمرکز اصلی آن بر مسائل و مشکلات زنان بود. مدتی پس از آغاز انتشار، مجله به دمشق ـ زادگاه ماری عجمی ـ منتقل شد. در این دوره، مجله گسترش یافت و به نشریه‌ای ۴۰ صفحه‌ای و ماهانه تبدیل شد، اما با آغاز جنگ جهانی اول در سال ۱۹۱۴ انتشار آن به‌طور موقت متوقف گردید.
ماری عجمی در مقدمۀ اولین شماره مجله‌اش این شعار را برگزید: «زنان را ارج نهاده‌اند، تا زمین را با گل‌های روییده از آب، به زیباترین زینت بیارایند.» (به عربی: إن الإكرام قد أعطي للنساء ليزين الأرض بأزهار الماء).. خطاب به مخاطبان زن خود نوشت: (ضمیر شخصی آن در عربی، مؤنث است)
اینک «العروس»، بی‌آنکه فرمانی داده باشم، با آغوشی گشوده از او استقبال کن تا اندکی از حجبش بریزد و رازهای دل و نشان‌های جایگاهش را در گوش تو زمزمه کند. عروسی است بی‌داماد، جز مردمی که در برابر دو زن آزاده زانو زده‌اند؛ قومی که برکت می‌طلبند از وطن‌پرستی، زیر آسمان عِلم و عَلَم دانایی، و پیمان زناشویی‌شان را با مرکب اندیشه و دل ثبت کرده‌اند، در حالی که دو سر این پیوند را با شکوفه‌های امید و گل‌های محبت آذین بسته‌اند.— ماری عجمی، سرمقالۀ اولین شمارۀ مجلۀ عروس، 
و در ادامه می‌نویسد:
به آنان که باور دارند در روان زن، نیرویی هست که می‌تواند میکروب‌های فساد را نابود سازد؛
در دستانش سلاحی هست که تاریکی‌های استبداد را می‌دَرَد؛
و در زبانش مرهمی هست که رنج بشری را سبک می‌کند.
به آنان که دلشان از غیرت و حمیت لبریز است،
به آنان که دست یاری به‌سوی نجات خواهران خود دراز می‌کنند،
از چنگال محیطی که با خرافات و اوهام، چهره‌اش مخدوش‌شده،
به ایشان تقدیم می‌کنم این مجله را؛ نه به‌عنوان بیگانه‌ای که باری بر دوش‌شان نهد،
بلکه پیشکشی است شایستهٔ کسانی که شایستهٔ احترام‌اند و امیدها به آنان بسته شده است.— ماری عجمی، 
‏
مجله به بخش‌های گوناگونی تقسیم شده بود؛ از جمله بخشی با عنوان «حدیث ذو شجون» که در آن ماری عجمی دیدگاه‌ها و برداشت‌های خود را درباره برخی مسائل روز و آنچه در مجلات خارجی می‌خواند، بیان می‌کرد. همچنین بخشی به مباحث روان‌شناسی، بخشی به هنرهای زیبا، بخشی به رمان و ادبیات داستانی، بخشی به تدبیر منزل و بخشی به مسائل اجتماعی اختصاص داشت. مقالاتی که در آن‌ها لحن انتقادی تندتری داشت، با نام مستعار «لیلا» منتشر می‌کرد.
پس از پایان جنگ، انتشار العروس در سال ۱۹۱۸ در دمشق از سر گرفته شد و شمار صفحات آن به ۶۰ صفحه رسید. این مجله سرانجام در سال ۱۹۲۵، به‌دلیل وقوع انقلاب بزرگ سوریه تعطیل شد. در دورهٔ نخست، یعنی از سال ۱۹۱۰ تا ۱۹۱۴، سه مجلد از مجله منتشر شد که در مجموع بیش از ۱۵۰۰ صفحه را در بر می‌گرفت. در دورهٔ دوم، از ۱۹۱۸ تا ۱۹۲۶، هفت مجلد دیگر منتشر شد که شمار صفحات آن حدود ۵۴۰۰ صفحه بود. بدین ترتیب، مجموعهٔ کامل مجلهٔ العروس در قالب یازده مجلد و دربرگیرندهٔ ۶۹۰۰ صفحه منتشر شده است.

## همکاران
ماری عجمی خود سردبیری و مدیریت مجلۀ العروس را بر عهده داشت. همچنین، شماری از دختران تحصیل‌کردۀ سوری را در هیئت تحریریه به کار گرفت. بیشترِ آنان با نام‌های مستعار می‌نوشتند، از بیمِ انتقام یا واکنش‌های تندِ اجتماعی. العروس توانست نویسندگان مرد گوناگونی از مشرق عربی، مصر و عرب‌های مهاجرنشین را جذب کند. از جمله نویسندگان سرشناس و همکاران برجستهٔ این مجله می‌توان به این چهره‌ها اشاره کرد: جبران خلیل جبران، میخائیل نعیمه، ایلیا ابوماضی، معروف الرصافی، عباس محمود العقاد، جمیل صدقی زهاوی، اسماعیل صبری، احمد شوقی، حافظ ابراهیم، شبلی الملاط، الشاعر القروی، اخطل صغیر، الیاس ابوشبکه، شفیق جبری، ابراهیم عبدالقادر المازنی، فارس الخوری و دیگران. شماری از زنان فرهیختۀ عرب در آن قلم زدند، از جمله: روز شحفه، اُنس بركات، زینب فواز، اديل عجمی، سلما كساب، نازک العابد، عفيفه صعب و دیگران.